# 솔드 아웃 (텔레비전 프로그램)
《솔드 아웃》은 2012년에 온스타일에서 방송된 디자이너 서바이벌 프로그램이다.